# TWF1
TWF1‏ (Twinfilin actin binding protein 1) هوَ بروتين يُشَفر بواسطة جين TWF1 في الإنسان.

## الوظيفة
يُشفِّر هذا الجين التوينفيلين، وهو بروتين رابط لأحادي القسيمة الأكتين، محفوظ من الخميرة إلى الثدييات. تشير دراسات نظيره لدى الفئران إلى أن هذا البروتين قد يكون بروتينًا رابطًا لمونومر الأكتين، وأن تموضعه في البُنى القشرية الغنية بـ G-أكتين قد يُنظَّم بواسطة إنزيم GTPase RAC1 الصغير.